# Дель Фрате, Мариза
Мари́за Дель Фра́те (итал.  Marisa Del Frate; 11 марта 1931, Рим — 6 февраля 2015) — итальянская актриса, певица, телеведущая.

## Биография
Родилась в Риме, Дель Фрате начала свою карьеру моделью, а также приняла участие в нескольких конкурсах красоты . В 1957 году успешно дебютировала как певица, выиграв на музыкальном фестивале в Неаполе с песней «Malinconico Autunno». В 1958 Дель Фрате приняла участие в песенном фестивале Сан-Ремо с песнями «Quando il cuore» и «Ho disegnato un cuore». Вскоре после этого она была выбрана режиссёром Эрминии Макарио (ит.) как примадонна в ревю «Chiamate Arturo 777», с тех пор Дель Фрате начала успешную карьеру как актриса и телеведущая. В 1961 году Дель Фрате получила большую популярность благодаря телевизионной передаче на телеканале RAI — «L’amico del giaguaro» (ит.).
Скончалась в 2015 году в Риме, в возрасте 83 лет.

## Дискография

### Альбом
- 1961 —  Le canzoni de L’amico del giaguaro

### Синглы
- 1957: «Malinconico autunno» (Cetra SP 44)
- 1957: «Io e Ciccio cha cha cha» (Cetra, DC 6726)
- 1957: «Bene mio» (Cetra, DC 6771)
- 1957: «'O treno d’a fantasia» (Cetra, DC 6792)
- 1958: «Maistrale» (Cetra SP 243)
- 1958: «Maria Canaria» (Cetra, DC 6868)
- 1958: «Vita mia» (Cetra, DC 6871)
- 1958: «Un poco 'e sentimento» (Cetra, DC 6872)
- 1958: «È stato il vento» (Cetra, DC 6873)
- 1958: «Calypso melody» (Cetra, DC 6874)
- 1958: «Maistrale» (Cetra, DC 6930)
- 1958: «Sincerità» (Cetra, DC 6931)
- 1958: «'O calyppese napulitano» (Cetra, DC 6932)
- 1958: «Guardandoci» (Cetra, DC 6989)
- 1958: «Con te per l’eternità» (Cetra, DC 6991)
- 1958: «La donna di Marzo» (Cetra, DC 6992)
- 1958: «Per credere nel mondo» (Cetra, DC 6993)
- 1958: «Dominique / Autunno» (в дуэте Эрнио Масарио[англ.]) (Cetra, DC 6988)
- 1958: «E' molto facile…dirsi addio» (Cetra, AC 3329)
- 1965: «I pensieri dell’amore» (CBS, 1611)
- 1965: «Anche se» (Derby, DB 5123)
- 1967: «Perché ci sei tu» (CBS, 2980)